# Campionati europei di nuoto 2012 - 50 metri rana maschili
La gara dei 50 metri rana maschili degli Europei 2012 si è svolta il 25 e il 26 maggio 2012 e vi hanno partecipato 52 atleti. Le batterie e le semifinali si sono svolte il 25 e la finale nel pomeriggio del giorno successivo.

## Podio
| Pos.    | Atleta               | Nazione  |
| ------- | -------------------- | -------- |
| Oro     | Damir Dugonjič       | Slovenia |
| Argento | Fabio Scozzoli       | Italia   |
| Bronzo  | Panagiōtīs Samilidīs | Grecia   |

## Record
Prima della manifestazione il record del mondo (RM), il record europeo (EU) e il record dei campionati (RC) erano i seguenti.
| Record mondiale       | 26"67 | Cameron van der Burgh | 29 luglio 2009 Roma   |
| Record europeo        | 26"83 | Hendrik Feldwehr      | 28 luglio 2009 Roma   |
| Record dei campionati | 27"18 | Oleh Lisohor          | 2 agosto 2002 Berlino |

## Risultati

### Batterie
| Pos. | Atleta                 | Nazionalità | Tempo | Batteria | Corsia | Note |
| ---- | ---------------------- | ----------- | ----- | -------- | ------ | ---- |
| 1    | Damir Dugonjič         | Slovenia    | 27"36 | 5        | 4      | Q    |
| 2    | Fabio Scozzoli         | Italia      | 27"56 | 7        | 4      | Q    |
| 3    | Mattia Pesce           | Italia      | 27"78 | 7        | 5      | Q    |
| 4    | Matjaž Markič          | Slovenia    | 27"81 | 6        | 4      | Q    |
| 5    | Panagiōtīs Samilidīs   | Grecia      | 27"93 | 6        | 3      | Q    |
| 5    | Filipp Provorkov       | Estonia     | 27"93 | 7        | 7      | Q    |
| 7    | Valerij Dymo           | Ucraina     | 27"94 | 5        | 1      | Q    |
| 8    | Aleksander Hetland     | Norvegia    | 27"97 | 5        | 5      | Q    |
| 9    | Csaba Szilágyi         | Serbia      | 27"99 | 5        | 3      | Q    |
| 10   | Gábor Financsek        | Ungheria    | 28"01 | 6        | 7      | Q    |
| 11   | Dragoș Agache          | Romania     | 28"02 | 6        | 5      | Q    |
| 12   | Viktar Vabishchevich   | Bielorussia | 28"03 | 5        | 8      | Q    |
| 13   | Petr Bartůněk          | Rep. Ceca   | 28"05 | 7        | 3      | Q    |
| 14   | Emil Tahirovič         | Slovenia    | 28"09 | 7        | 2      |      |
| 15   | Eetu Karvonen          | Finlandia   | 28"20 | 4        | 4      | Q    |
| 15   | Kirill Strelnikov      | Russia      | 28"20 | 6        | 6      | Q    |
| 17   | Dawid Szulich          | Polonia     | 28"21 | 5        | 7      | Q    |
| 18   | Martin Schweizer       | Svizzera    | 28"22 | 5        | 2      |      |
| 19   | Robert Vovk            | Slovenia    | 28"38 | 4        | 3      |      |
| 20   | Ante Krizan            | Croazia     | 28"40 | 4        | 6      |      |
| 20   | Ömer Aslanoğlu         | Turchia     | 28"40 | 7        | 6      |      |
| 22   | Carlos Esteves Almeida | Portogallo  | 28"43 | 4        | 5      |      |
| 22   | Andriy Kovalenko       | Ucraina     | 28"43 | 6        | 2      |      |
| 24   | Johannes Skagius       | Svezia      | 28"44 | 4        | 8      |      |
| 25   | Anton Lobanov          | Russia      | 28"45 | 5        | 6      |      |
| 26   | Tomáš Klobučník        | Slovacchia  | 28"50 | 3        | 3      |      |
| 26   | Saša Gerbec            | Croazia     | 28"50 | 4        | 2      |      |
| 28   | Laurent Carnol         | Lussemburgo | 28"57 | 6        | 8      |      |
| 29   | Filip Wypych           | Polonia     | 28"60 | 4        | 7      |      |
| 30   | Yaron Shagalov         | Israele     | 28"61 | 7        | 8      |      |
| 31   | Tamás Szabó            | Ungheria    | 28"66 | 3        | 8      |      |
| 32   | Marek Botik            | Slovacchia  | 28"72 | 6        | 1      |      |
| 33   | Imri Ganiel            | Israele     | 28"78 | 3        | 7      |      |
| 34   | Ari-Pekka Liukkonen    | Finlandia   | 28"83 | 3        | 6      |      |
| 35   | Igor Borysik           | Ucraina     | 28"84 | 3        | 5      |      |
| 36   | Matti Mattsson         | Finlandia   | 28"85 | 3        | 2      |      |
| 37   | Sverre Næss            | Norvegia    | 28"86 | 2        | 6      |      |
| 37   | Yannick Käser          | Svizzera    | 28"86 | 3        | 4      |      |
| 39   | Hunor Mate             | Austria     | 28"88 | 7        | 1      |      |
| 40   | Oleg Kostin            | Russia      | 28"91 | 2        | 7      |      |
| 40   | Danila Artiomov        | Moldavia    | 28.91 | 3        | 1      |      |
| 42   | Vaidotas Blažys        | Lituania    | 29"09 | 2        | 2      |      |
| 43   | Martin Baďura          | Rep. Ceca   | 29"23 | 2        | 3      |      |
| 43   | Daniel Vacval          | Slovacchia  | 29"32 | 1        | 4      |      |
| 45   | Matej Kuchar           | Slovacchia  | 29"42 | 4        | 1      |      |
| 46   | Lachezar Shumkov       | Bulgaria    | 29"45 | 2        | 8      |      |
| 47   | Jowan Qupty            | Israele     | 29"53 | 2        | 4      |      |
| 48   | Uldis Tazans           | Lettonia    | 29"55 | 2        | 1      |      |
| 49   | Maxim Podoprigora      | Austria     | 29"59 | 2        | 5      |      |
| 50   | Oleksiy Rozhkov        | Ucraina     | 29"65 | 1        | 3      |      |
| 51   | Ákos Molnár            | Ungheria    | 30"42 | 1        | 5      |      |
| 52   | Marius Mikalauskas     | Lituania    | 30"66 | 1        | 6      |      |

### Semifinali
| Pos. | Atleta               | Nazionalità | Tempo | Batteria | Corsia | Note |
| ---- | -------------------- | ----------- | ----- | -------- | ------ | ---- |
| 1    | Matjaž Markič        | Slovenia    | 27"43 | 1        | 5      | Q    |
| 2    | Damir Dugonjič       | Slovenia    | 27"60 | 2        | 4      | Q    |
| 3    | Mattia Pesce         | Italia      | 27"63 | 2        | 5      | Q    |
| 4    | Aleksander Hetland   | Norvegia    | 27"68 | 1        | 6      | Q    |
| 5    | Fabio Scozzoli       | Italia      | 27"73 | 1        | 4      | Q    |
| 6    | Petr Bartůněk        | Rep. Ceca   | 27"89 | 2        | 1      | Q    |
| 7    | Panagiōtīs Samilidīs | Grecia      | 27"92 | 2        | 3      | Q    |
| 8    | Valerij Dymo         | Ucraina     | 27"99 | 2        | 6      | Sp   |
| 8    | Dragoș Agache        | Romania     | 27"99 | 2        | 7      | Sp   |
| 9    | Csaba Szilágyi       | Serbia      | 28"04 | 2        | 2      |      |
| 10   | Filipp Provorkov     | Estonia     | 28"07 | 1        | 3      |      |
| 11   | Dawid Szulich        | Polonia     | 28"08 | 1        | 8      |      |
| 12   | Gábor Financsek      | Ungheria    | 28"13 | 1        | 2      |      |
| 13   | Kirill Strelnikov    | Russia      | 28"25 | 2        | 8      |      |
| 7    | Eetu Karvonen        | Finlandia   | 28"26 | 1        | 1      |      |
| 7    | Viktar Vabishchevich | Bielorussia | 28"26 | 1        | 7      |      |

#### Spareggio
| Pos. | Atleta        | Nazionalità | Tempo | Corsia | Note |
| ---- | ------------- | ----------- | ----- | ------ | ---- |
| 1    | Dragoș Agache | Romania     | 28"14 | 2      | Q    |
| 2    | Valerij Dymo  | Ucraina     | 28"26 | 2      |      |

### Finale
| Pos.    | Atleta               | Nazionalità | Tempo | Corsia | Note |
| ------- | -------------------- | ----------- | ----- | ------ | ---- |
| Oro     | Damir Dugonjič       | Slovenia    | 27"32 | 5      |      |
| Argento | Fabio Scozzoli       | Italia      | 27"49 | 2      |      |
| Bronzo  | Panagiōtīs Samilidīs | Grecia      | 27"64 | 1      |      |
| 4       | Mattia Pesce         | Italia      | 27"65 | 3      |      |
| 5       | Matjaž Markič        | Slovenia    | 27"67 | 4      |      |
| 6       | Aleksander Hetland   | Norvegia    | 27"82 | 6      |      |
| 7       | Dragoș Agache        | Romania     | 27"84 | 8      |      |
| 8       | Petr Bartůněk        | Rep. Ceca   | 27"89 | 7      |      |